# Liste der Bodendenkmale in Osternienburger Land
In der Liste der Bodendenkmale in Osternienburger Land sind alle Bodendenkmale der Einheitsgemeinde Osternienburger Land und ihrer Ortsteile aufgelistet. Grundlage ist die Veröffentlichung der Landesdenkmalliste mit Stand vom 25. Februar 2016.  Die Baudenkmale sind in der Liste der Kulturdenkmale in Osternienburger Land aufgeführt.
| Denkmal-ID | Fundart                | Ortsteil       | Bezeichnung                   | Zeitstellung | Lage                           | Bemerkungen | Bild |
| ---------- | ---------------------- | -------------- | ----------------------------- | ------------ | ------------------------------ | --- | ---- |
| 428300324  | Befestigung > Burg     | Diebzig        | Wasserburg „Eiskeller“        | Mittelalter  | östlicher Ortsrand (Lage)      | mottenartige Erhöhung mit Graben und Fluss |      |
| 428300325  | Grabmal > Megalithgrab | Drosa          | Großsteingrab „Teufelskeller“ | undatiert    | 1,0 km nördlich vom Ort (Lage) | |      |
| 428300326  | Befestigung > Burg     | Elsnigk        | Wasserburg                    | Mittelalter  | westlicher Ortsrand (Lage)     | Burg mit 15–20 Meter breitem Wassergraben umschlossen |      |
| 428300328  | Befestigung > Burg     | Großpaschleben | Wasserburg „Schloss“          | undatiert    | östlicher Ortsrand (Lage)      | durch Schloss- und Gutsbauten verändert |      |
| 428300333  | Wüstung                | Micheln        | Wüstung                       | Mittelalter  | 1,0 km nordöstlich vom Ort ()  | |      |
| 428300334  | Befestigung > Burg     | Osternienburg  | Burgwall                      | Mittelalter  | im Ort, um die Kirche (Lage)   | ca. 2,5 m hoch, etwa 65–80 m im Durchmesser, genaue Grenzen wegen Straßenverlauf und Privatgrundstücken im Norden nicht mehr nachvollziehbar im Südwesten kleiner Dorfteich, |      |
| 428300339  | Befestigung > Burg     | Reppichau      | Wasserburg „Die junge Burg“   | Mittelalter  | 1,5 km nördlich vom Ort ()     | eingeebnet |      |
| 428300338  | Befestigung > Burg     | Reppichau      | Flache Spornburg              | Mittelalter  | südöstlicher Ortsrand (Lage)   | ehemalige Burgfläche im Ort in Privatgrundstück und Kirchengrundstück |      |
| 428300344  | Grabmal > Megalithgrab | Wulfen         | Großsteingrab „Hoher Berg“    | Neolithikum  | südlicher Ortsrand (Lage)      | Grabkammer bestehend aus einem Endstein, je 3/4 Seitensteine, drei Decksteinen, Zugang im Südosten bestehend aus je zwei Seitensteinen, sowie zwei Decksteinen               |      |
| 428300345  | Grabmal > Grabhügel    | Zabitz         | Grabhügel „Wartenberg“        | Neolithikum  | 0,5 km westlich vom Ort (Lage) | |      |